# Veia cólica esquerda
A veia cólica esquerda é tributária da veia mesentérica inferior.